# Uebenra
Uebenra (fl. XVIII secolo a.C.) è stato un sovrano egizio inquadrato nella XIV dinastia.

## Biografia
Questo sovrano, come molti altri della stessa dinastia, è conosciuto solamente attraverso il Canone Reale.
Dopo questo sovrano il Canone Reale presenta due righe rovinate (posizioni 9 e 10 della colonna 8) in cui è leggibile solamente la durata del regno del secondo sovrano (4 anni).

## Liste Reali
| N5 | Z7 | b | n · N5 | G7 |

| N5 | Z7 | b | n · N5 | G7 |

| N5 | Z7 | b | n · N5 | G7 |

| N5 | Z7 | b | n · N5 | G7 |

| N5 | Z7 | b | n · N5 | G7 |

| N5 | Z7 | b | n · N5 | G7 |

| N5 | Z7 | b | n · N5 | G7 |

| N5 | Z7 | b | n · N5 | G7 |

## Cronologia
| Periodo                    | Dinastia | periodo di regno              |
| Secondo periodo intermedio | XIV      | dopo il 1720 a.C. (± 50 anni) |

| predecessore: Nebdjefara | Signore del Basso e dell'Alto Egitto | successore non immediato: ...uebenra |

| Dinastie contemporanee | Capitale |
| XIII                   | Ity Tawy |